# NGC 4767
NGC 4767 este o galaxie eliptică situată în constelația Centaurul. A fost descoperită în 21 aprilie 1835 de către John Herschel. Se află la o distanță de 32,36 de megaparseci de Pământ.